# 瑟爾馬舒

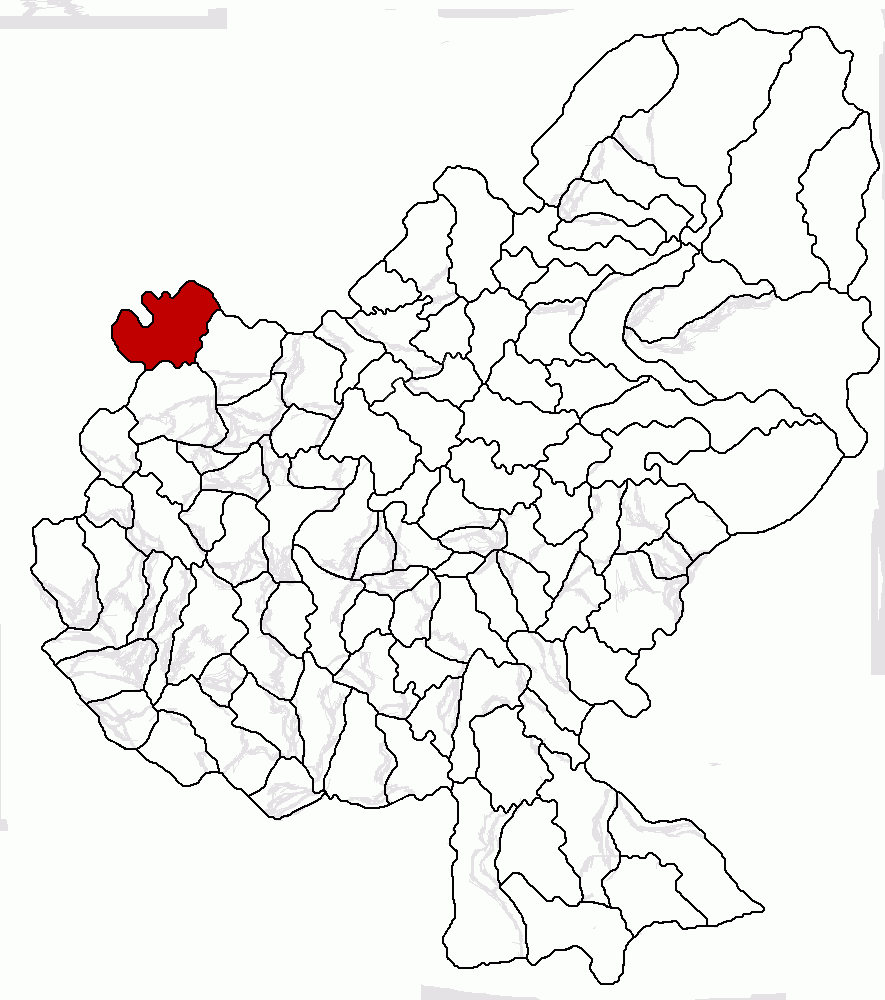

瑟爾馬舒是羅馬尼亞的城鎮，位於該國中部，距離首府特爾古穆列什38公里，由穆列什縣負責管轄，面積61.75平方公里，海拔高度347米，2007年人口7,581，大多數居民信奉東正教。